# Leonidas
Leonidas (græsk: "løvens søn", "løvesøn") (født omkring 540 f.Kr., død 11. august 480 f.Kr.) var konge af bystaten Sparta fra omkring 490 f.Kr. og frem til sin død i slaget ved Thermopylæ. Han var en af kong Anaxandridas 2. af Spartas sønner, og efterfulgte sin halvbror, kong Kleomenes 1., sandsynligvis i 489 eller 488 f.Kr. Fordi Leonidas ikke oprindeligt var tronarving, var han en af de få konger i Sparta, der havde gået til agogen, den barske træning, unge spartanere måtte gennemgå for at regnes som borgere. Han var gift med kong Kleomenes' eneste barn, sin brordatter Gorgo.
Næsten alt, man i dag ved om Leonidas, har Herodot som kilde.
Leonidas førte de 300 spartanske elitesoldater til bjergpasset Thermopylæ, som var indgangen til de græske bystater. I dette smalle pas havde de få spartanere en chance mod den fremrykkende persiske hær under kong Xerxes 1. Leonidas' bedrift forsinkede den persiske hær længe nok til, at Athen fik tid evakueret sin befolkning, og organiseret sin flåde før slaget ved Salamis.

## Baggrund
Herodot beskriver Leonidas' afstamning tyve generationer tilbage til den mytiske hero Herkules. Leonidas’ far Anaxandridas 2. var søn af kong Leon, som genspejles i sønnesønnens navn. Leon (= løve) var et almindeligt drengenavn i Sparta; men vi kender kun to spartanere, som hed Leonidas. Begge var konger fra kongehuset agiaderne, og den mest kendte er Leonidas 1.
Hans baggrund var ualmindelig, da han var søn af sin fars første kone - men først efter, at kone nr 2 havde født en søn, Kleomenes. Bigami var ikke efter loven i Sparta; det forhindrede dog ikke Kleomenes i at overtage tronen efter sin fars død. Først efter, at Kleomenes var født, fik kong Anaxandridas' første kone børn: De tre sønner Dorieus, Leonidas og Kleombrotus. Leonidas' fødselsår er ikke kendt, men hvis han blev født så tidligt som i 540 f.Kr., skulle han efter spartanske normer være gift senest i 510 f.Kr. Enten var han fraskilt eller enkemand efter et nu ukendt ægteskab, da han giftede sig med sin halvbrors datter - eller han har udsat sit giftermål, til niecen var gammel nok.
I Sparta så man skævt til en mand, der som 30-årig stadig var ugift, men Leonidas har set sin fordel af at vente på Gorgo. Hun var hans halvbrors eneste barn, og dermed ved Kleomenes' død enearving til dennes formue, mens Leonidas selv var tronarving, da hans ældre bror Dorieus også var død. Når kong Kleomenes gav sin velsignelse til et ægteskab mellem sin datter og sin yngre halvbror, fulgte han kun skikken i de spartanske kongehuse, hvor man også tidligere havde set ægteskab mellem nære slægtninge - særlig, som her, mellem farbror og brordatter. Den type ægteskab var også ret udbredt blandt jævne grækere, og af den samme grund: For at sikre, at formuen fulgte slægtens mandlige linje.
Angiveligt blev det opdaget, at kong Kleomenes havde bestukket oraklet i Delfi for at blive af med en rival, og han drog i eksil. Efter at være vendt tilbage, blev han sagt at have mistet forstanden og taget sit liv. Dermed kom hans halvbror og svigersøn på tronen som Leonidas 1. Men mistanken klæbede til Leonidas - om hans halvbror faktisk begik selvmord, eller om Leonidas havde haft en finger med i spillet for selv at komme på tronen.
Gorgo blev ifølge Herodot født i løbet af perioden 518-508 f.Kr., så - afhængigt af hendes fødselsår - er de blevet gift tidligst i 500 f.Kr. (passende giftealder for spartanske piger var 18-19-årsalderen). I hvert fald var parret gift, da hendes far døde omkring 490 f.Kr. De fik ét barn, sønnen Pleistarchus.

## Felttoget
Selv i den akutte krise, da Xerxes 1. af Persien i 480 f.Kr. var i færd med at invadere Grækenland, sendte Sparta ikke sin fulde styrke (anslagsvis 8.000 voksne, våbenføre mænd) men udpegede kun 300 under kommando af den ene af de to konger, Leonidas. Deres græske allierede var også forbeholdne, så i stedet for at mønstre mindst 20.000 mand, ankom måske 7.000. Som årsag opgav man religiøse grunde; i Sparta var man optaget med at fejre højtiden karneia til ære for Apollo Karneios i en vædders skikkelse, mens de andre peloponnesere var bundet af de olympiske lege til ære for Zeus.
Byens eforer udpegede de 300 krigere, der blev sendt som Spartas bidrag for at holde bjergpasset Thermopylæ, blandt andet ud fra, at de havde mindst én søn i live til at videreføre ætten. Det krav opfyldte Leonidas. Ved hans afrejse opmuntrede Gorgo ham til at vise sig hjembyen værdig, og skal ifølge Plutark have spurgt ham, hvad hun selv kunne gøre. Leonidas skal have svaret: " Gift dig med en god mand, og få gode børn." Men så vidt vides, forblev Gorgo enke livet ud.
Sandsynligvis var Leonidas bekendt med oraklet i Delfis spådom, hvor Spartas redning afhang af hans død:
Til jer, indbyggere i Sparta med veje som går vidt: 
Enten vil jeres store og ærefulde by raseres af persiske mænd,
eller hvis ikke, vil Lakonien sørge over en død konge af Herakles' æt.
Tyres eller løvers kraft vil ikke kunne holde ham tilbage; for han har Zeus' kræfter.
Naturkræfterne har siden den gang ændret egnen ved Thermopylæ fuldstændigt, så kystlinjen nu ligger adskillige km borte fra slagmarken. I 480 f.Kr. var der et smalt pas mellem bjergene og havet, med tre særligt smalle "porte". Ved "mellemporten" tog Leonidas og hans mænd opstilling i den brændende augusthede; og dér finder man i dag mindesmærket. Det forlød i 480 f.Kr., at de 400 thebanere, som også befandt sig i Thermopylæ, var der udelukkende, fordi Leonidas holdt dem tilbage som gidsler for at garantere deres hjemby Thebens loyalitet. Af de 300 spartanere, Leonidas havde fået tildelt, måtte to ovenikøbet melde forfald før kampene, grundet alvorlig øjensygdom. Den ene hængte sig af skam, da han var tilbage i hjembyen, mens den anden genvandt sit gode navn, da han det følgende år kæmpede og faldt i slaget ved Plataiai.
Ved Thermopylæ kæmpede Leonidas og hans mænd mod en håbløs overmagt de tre dage til ende, og da det blev sagt, at perserne havde så mange bueskytter, at deres pile formørkede solen, udbrød spartaneren Diecenes: "Desto bedre - så kan vi kæmpe i skygge!" Pil og bue blev af spartanerne anset som våben, der passede for kujoner og kvinder, i kontrast til spyd og sværd, der benyttes i nærkamp.
Læs videre under slaget ved Thermopylæ.
Leonidas' søn Pleistarchus var for ung til at overtage tronen efter sin fars død. I stedet blev Pausanias, den ældste søn af Leonidas' yngre bror Kleombrotus, regent på sin fætters vegne. Pausanias blev mistænkt for forræderi, og da han søgte asyl i Athenes tempel, murede spartanerne ham inde i helligdommen og sultede ham ihjel.

## Eftermæle
Ifølge Herodot vandrede kong Xerxes rundt på slagmarken og ledte blandt de døde efter spartanerkongen: "...og bød, at Leonidas' hoved skulle skæres af og sættes på en stage." Det skal han have fortrudt, og fyrre år senere blev liget af Leonidas - eller hvad man tog for at være det - returneret til spartanerne. Stedet, hvor han faldt, havde dog været markeret med en stenløve siden 480 f.Kr. Faldne spartanere blev normalt begravet, hvor de døde, og blev mindet i hjembyen med en sten med navnet og ordene "død i krig". Men den faldne Leonidas blev fragtet hjem, og hans grav i Sparta findes stadigvæk.
Senere rejste spartanerne en permanent helligdom, Leonidæum, og fejrede en årlig Leonidaea-festival til hans minde. Festivalen blev genoplivet under kejser Trajan, som på den tid selv kæmpede mod persernes efterkommere, partherne. I tilknytning til festivalen oprettede spartanerne en bank, hvor udlændinge kunne veksle penge - en tjeneste, der ville have været helt utænkeligt på Leonidas' tid.
Plutark skrev en biografi om Leonidas. Den er gået tabt, men Plutarks samling af udtalelser fra spartanere er bevaret.
Underligt nok omtaler Montaigne Leonidas i Om kannibalerne. Her nævner han "det ærerige nederlag for Leonidas og hans mænd i Thermopylæ". Jacques-Louis Davids maleri af slaget hænger i dag i Louvre. Napoleon udtalte, at han ikke forstod, hvorfor David gad at male slagets tabere.
To statuer er rejst af Leonidas, begge med påskriften Molon labe (= "Kom og hent dem" - hans svar til perserkongen). Den ene står ved Thermopylæ og blev rejst af kong Paul i 1955, den anden blev rejst i Sparta i 1968.
I dag regnes Leonidas som en af de store græske helte, og hans ry er genopvækket gennem filmen 300 om spartanernes kamp mod overmagten.